# Griet Coppé
Pour les articles homonymes, voir Coppé.
Griet Coppé, née le 23 septembre 1957 à Roulers est une femme politique belge flamande, membre du CD&V.
Elle est infirmière.

## Fonctions politiques
- 1995-     : conseillère communale à Roulers
- 1998-     : échevine à Roulers
- députée au Parlement flamand :
  - depuis le 7 juin 2009